# Lijst van burgemeesters van Kessel-Lo
Dit is een lijst van de burgemeesters van de voormalige Belgische gemeente Kessel-Lo. In 1976 fuseerde Kessel-Lo samen met enkele andere gemeenten tot Leuven. Kessel-Lo draagt sindsdien het statuut deelgemeente.

## Lijst
De gekleurde rijen in de lijst staan voor de partijen en hun ideologie.
|  | Nr. | Periode     | Naam              | Partij of stroming |
|  | --- | ----------- | ----------------- | ------------------ |
|  | 1.  | 1829 - 1839 | Willem Coosemans  | Katholiek          |
|  | 2.  | 1840 - 1856 | Pieter Nollekens  | Katholiek          |
|  | 3.  | 1857 - 1879 | Jan Davidts       | Katholiek          |
|  | 4.  | 1879 - 1895 | Désiré Mellaerts  | Liberaal           |
|  | 5.  | 1896 - 1903 | Karel Schurmans   | Katholiek          |
|  | 6.  | 1904 - 1911 | Richard Valvekens | Katholiek          |
|  | 7.  | 1912 - 1920 | Jozef Pierre      | Liberaal           |
|  | 8.  | 1921 - 1932 | Jan Vandevelde    | Liberaal           |
|  | 9.  | 1933 - 1935 | Leopold Beosier   | Socialist          |
|  | 10. | 1936 - 1958 | Alfons Roelandts  | Socialist          |
|  | 11. | 1959 - 1976 | Albert Dejonghe   | Katholiek          |

Elke burgemeester heeft een straatnaam toegewezen gekregen in de deelgemeente Kessel-Lo. Dit zijn respectievelijk de Coosemansstraat, Nollekensstraat, Jan Davidtsstraat, Mellaertstraat, Schurmansstraat, Valvekensstraat, Jozef Pierrestraat, Vandeveldelaan, Leopold Beosierlaan, Roelandtsstraat en Dejonghestraat.